# Сент-Трефин
Сент-Трефи́н (фр. Sainte-Tréphine, брет. Sant-Trifin) — коммуна во Франции, находится в регионе Бретань. Департамент — Кот-д’Армор. Входит в состав кантона Ростренен. Округ коммуны — Генган.
Код INSEE коммуны — 22331.

## География
Коммуна расположена приблизительно в 410 км к западу от Парижа, в 115 км западнее Ренна, в 40 км к юго-западу от Сен-Бриё.
Вдоль западной границы коммуны протекает река Блаве.

## Население
Население коммуны на 2016 год составляло 188 человек.
| 1962 | 1968 | 1975 | 1982 | 1990 | 1999 | 2010 | 2016 |
| ---- | ---- | ---- | ---- | ---- | ---- | ---- | ---- |
| 404  | 364  | 334  | 301  | 223  | 214  | 219  | 188  |

## Администрация
| Период | Период | Фамилия       | Партия        | Примечания |
| ------ | ------ | ------------- | ------------- | ---------- |
| 1983   | 1995   | Гюстав Ле Паж | Разные правые | фермер     |
| 1995   |        | Жорж Галардон | Разные правые | фермер     |

## Экономика
В 2007 году среди 132 человек в трудоспособном возрасте (15—64 лет) 100 были экономически активными, 32 — неактивными (показатель активности — 75,8 %, в 1999 году было 74,3 %). Из 100 активных работали 89 человек (49 мужчин и 40 женщин), безработных было 11 (5 мужчин и 6 женщин). Среди 32 неактивных 13 человек были учениками или студентами, 10 — пенсионерами, 9 были неактивными по другим причинам.

## Достопримечательности
- Могильный курган Керлабур (бронзовый век). Исторический памятник с 1976 года[3]
- Часовня Сен-Тремюр (1577 год)

## Фотогалерея
- Церковь Сент-Трефин
- Мэрия
- Гальская стела
- Карта коммуны